# 松本文明
松本 文明（まつもと ふみあき、1949年3月25日 - ）は、日本の政治家。自由民主党所属の元衆議院議員（4期）。
内閣府副大臣（第3次安倍第1次改造内閣・第3次安倍第3次改造内閣・第4次安倍内閣）、総務大臣政務官兼内閣府大臣政務官（第2次安倍内閣）、衆議院内閣委員長、東京都議会議員（4期）などを歴任した。

## 来歴

### 生い立ち
広島県世羅郡東村生まれ（現住所は東京都中野区沼袋3丁目）。広島県甲山町立東小学校、世田谷区立奥沢中学校、世田谷高等学校、明治大学政治経済学部第二部政治学科を卒業。衆議院議員高橋一郎秘書を務めた。

### 都議会議員として
1985年、自民党から東京都議会議員選挙に立候補し初当選。都議を4期務め、都議会自民党幹事長等を歴任。2003年、第43回衆議院議員総選挙に東京7区から自民党公認で立候補したが、民主党公認の長妻昭に16,303票差で敗れ、落選。

### 国会議員として

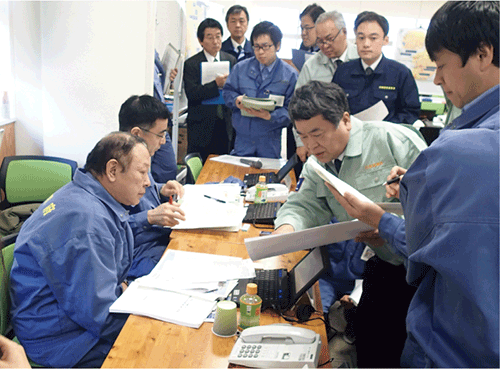
2016年1月15日、四国緊急災害現地対策本部の運営訓練中

2005年の第44回衆議院議員総選挙では長妻を破り初当選した（長妻も比例復活）。2008年、石原伸晃、小池百合子、麻生太郎、石破茂、与謝野馨が立候補した自民党総裁選で、石原の推薦人となった。2009年の第45回衆議院議員総選挙では、東京7区で長妻に大差を付けられて惨敗し、重複立候補していた比例東京ブロックでも復活できず、落選。
2012年の第46回衆議院議員総選挙には自民党公認・新党改革推薦で立候補。東京7区で長妻に約21,000票差で敗れたが、比例復活で再選。2013年9月30日、第2次安倍内閣で総務大臣政務官（行政評価、行政のIT化など担当）兼内閣府大臣政務官（災害発生時の初期対応担当）に就任（2014年9月、退任）。2014年の第47回衆議院議員総選挙では東京7区で長妻に再び敗れるも、比例復活で3選。
2015年10月、第3次安倍第1次改造内閣で内閣府副大臣（沖縄及び北方対策、科学技術政策、宇宙政策、IT政策、防災など担当）に就任（2016年8月、退任）。2016年4月に熊本県で発生した熊本地震の現地対策本部長に就任したが、5日間で酒井庸行に交代した（後述）。2016年5月8日に熊本地震の現地対策本部長に復帰した。2016年8月、自民党内閣第2部会長に就任。
2017年8月、第3次安倍第3次改造内閣で再び内閣府副大臣（一億総活躍、女性活躍、男女共同参画、少子化対策、地方創生、まち･ひと･しごと創生、拉致問題、行政改革、規制改革など担当）に就任。2017年10月の第48回衆議院議員総選挙では東京7区で長妻に再び敗れるも、比例復活で4選。2018年1月、第196回国会での衆議院本会議において、日本共産党委員長志位和夫の代表質問中に議員席から不規則発言を行い、内閣府副大臣を引責辞任した（後述）。
2019年10月、衆議院の内閣委員長に就任。
2021年10月の第49回衆議院議員総選挙では東京7区で長妻に再び敗れ、重複立候補していた比例東京ブロックでも復活できず、落選。その後、自身のSNSに「政治の表舞台からは引退となります」と投稿し、政界引退を表明した。
2023年、旭日重光章受章。

## 政策・主張

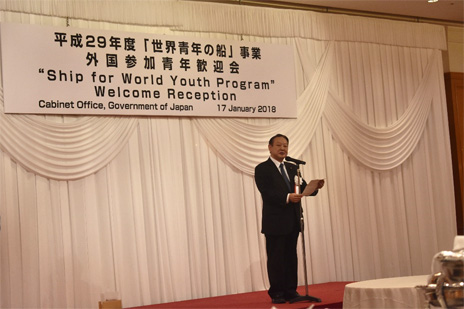
2018年1月17日、世界青年の船事業外国参加青年歓迎会にて

憲法
- 憲法改正に賛成[23][24][25][26][27]。改正すべき項目として、2014年のアンケートでは「憲法改正の手続」「その他」を挙げ[26]、2017年のアンケートでは「憲法改正の手続」「衆議院の解散」「戦争放棄と自衛隊」を挙げた[27]。

外交・安全保障
- 日本の防衛力はもっと強化すべき、との考えについて、2003年のアンケートでは「どちらとも言えない」と[23]、2012年のアンケートでは「賛成」[25]、2014年および2017年のアンケートでは「どちらかと言えば賛成」と回答[26][27]。
- 他国からの攻撃が予想される場合には先制攻撃もためらうべきではない、との考えについて、2003年および2012年のアンケートでは「どちらとも言えない」[23][25]、2014年および2017年のアンケートでは「どちらかと言えば反対」と回答[26][27]。
- 北朝鮮に対しては対話よりも圧力を優先すべきとの考えについて、2003年のアンケートでは「どちらかと言えば賛成」[23]、2012年のアンケートでは「賛成」[25]、2014年のアンケートでは「どちらかと言えば賛成」[26]、2017年のアンケートでは「賛成」と回答[27]。
- 集団的自衛権の行使を認める安全保障関連法案の成立を評価する[27]。

皇室
- 女性宮家に反対[24]。

歴史認識
- 2007年6月14日、ワシントン・ポストに掲載されたアメリカ合衆国下院121号決議の全面撤回を求める広告「THE FACTS」の賛同者に名を連ねている[28]。
- 首相の靖国神社への参拝について、2006年および2014年のアンケートでは「賛成」[29][26]、2017年のアンケートでは「どちらかと言えば賛成」と回答[27]。
- 第二次世界大戦に関して、日本の対米開戦は「無謀であった」、対中戦争は「侵略であった」と評価[29]。
- 戦後の政府の謝罪や反省は「十分」とする[29]。
- 新追悼施設の建設に反対[29]。

政治制度
- 衆議院の小選挙区比例代表並立制は単純小選挙区制に改めるべき[23]。
- 政党支部への企業団体献金の禁止に「どちらかと言えば反対」[23]。

エネルギー政策
- 原子力規制委員会の審査に合格した原発の再稼働について、2014年のアンケートでは「どちらかと言えば賛成」[26]、2017年のアンケートでは「賛成」[27]と回答。
- 2014年のアンケートでは「将来も原発は電力源のひとつとして保つべき」として原発ゼロに反対していた[26]が、2017年のアンケートでは「いますぐ原発を廃止すべき」との考えに「どちらかと言えば賛成」とした[27]。

社会
- 特定秘密保護法の成立を評価する[26]。
- 共謀罪の成立を評価する[27]。
- 治安のためにプライバシーや個人の権利を制約することに「どちらかと言えば賛成」[26]。
- 安倍内閣の森友学園問題・加計学園問題への対応を「どちらかと言えば評価する」[27]。
- 永住外国人の地方参政権に反対[23]。
- 人権擁護法案に反対[30]。
- 選択的夫婦別姓制度導入について、2014年のアンケートでは「どちらかと言えば反対」[26]、2017年のアンケートでは「どちらとも言えない」[27]と回答。
- 2008年11月13日の衆議院総務委員会において、Google ストリートビューについて「洗濯物や家の生活様式等が詳しくわかり、防犯上の問題に疑問を持たないわけはありません。車のナンバープレートからラブホテルから出てくるカップルなども、家族が見たら絶対にわかるようなぼかししか入っていません。このような現状が犯罪の温床にもなりかねない危惧を感じております」といった趣旨の発言を行い、批判している[31]。

## 不祥事

### 使途不明金問題
松本が都議を務めていた1998年、高橋一郎が支部長を務める自民党東京都衆議院比例区第2支部が前年に松本の資金管理団体に流した政治資金400万円が不明になっていることが発覚した。同支部は、「松本文明を囲む都政研究会」に4回に分けて1710万円を寄付したとされていた。松本はすぐに政治資金収支報告書の修正届を出すと述べた。

### 運動員の逮捕
2003年、第43回衆議院議員総選挙の選挙運動において、松本の運動員が、大学生に現金約12万円を渡したとして逮捕された。

### 政治資金問題（2008年）
2008年9月27日付けの東京新聞、読売新聞等は、都内で路線バスを運行する関東バスの松本に対する違法献金疑惑を報道した。これは同社社長が都議時代から松本の支持者で、継続して月1万円の献金を続けてきたが、同社がノンステップバスを導入する際に国から補助金を受けたため、国会議員に献金する者の国からの補助金を禁止する政治資金規正法、公職選挙法第199条（特定の寄附の禁止）に抵触したという内容であった。
献金は全額政治資金収支報告書に記載されていたが、同社は法律の不知を松本に謝罪し、松本が国会議員になってからの献金は全額松本文明事務所から同社に返金された （都議会議員時代の場合、国からの助成金のため同法違反にならない）。

### 大臣規範違反疑惑
総務大臣政務官在任中の2014年7月に、松本が代表である「自民党東京都第7選挙区支部」が収入1213万円の政治資金パーティーを開いていた。大臣規範は、公職者としての清廉さを保持するなどの目的で、政治資金パーティーについて「国民の疑惑を招きかねないような大規模なもの」を自粛するよう求めている。「大規模」に関しては、政治資金規正法は収入1000万円以上のパーティーを「特定パーティー」と位置づけて、パーティー券購入人数や開催場所などの報告を求めており、これが大規模の目安とされる。松本の事務所は毎日新聞の取材に対し、「年1回定期的に開催しているパーティーで、政務官になったことで規模を大きくしたわけではない。役職でパーティー券を売りつけているわけでもない。規範の趣旨の中での開催と考えている」と回答している。

### 熊本地震対応問題
2016年4月発生の熊本地震で現地対策本部長を務めた松本は、15日に知事・蒲島郁夫に対して「河野（太郎）防災担当相に『今日中に青空避難所というのは解消してくれ』と強く言われて参った（来ました）」と伝えて被災者の屋内避難を求めたところ、蒲島知事から「現場の気持ちが分かっていない」と不快感を示された。20日、5日間務めた現地対策本部長の座を降り酒井庸行内閣府大臣政務官と替わったが、菅義偉内閣官房長官は交代の理由を「体力的な問題だ」と語り、暴言による更迭ではないと強調した。
同日夜には、16日に松本が災害用の専用回線を用いたテレビ会議で河野太郎防災担当相に対し「食べるものがない。これでは戦えない。近くの先生（国会議員）に差し入れをお願いして欲しい」と要望したため実際に熊本県関係の議員４人の事務所からおにぎりが届けられていたことが明らかとなった。翌21日の衆議院総務委員会で、松本は「バナナでもおにぎりでもいいです、一口でもいいですから、なんとか差し入れをお願いできませんかというお願いをしたことは事実であります」と自らへの差し入れを求めたことを認めて、陳謝した。22日の衆議院特別委員会では、水・電気・ガスが止まり職員が1日固形物を口にできない状況だったと説明して「夜を徹して懸命に働いている人たちの健康管理も大きな責任の一つ」と釈明し、「間違った指示と思っていない」とした。
しかし、21日発売の週刊文春で松本が県庁職員に対して述べたと報じられた「救援物資は足りているんだから文句は言わせない」「こんな飯で戦えるか」などの発言については、それぞれ「記憶にない」「事実無根」と否定した。また、被災者の屋内避難などをめぐり国と県との対立が報じられたことについては、5月5日に河野太郎防災担当相が「知事が（批判を）おっしゃったような報道があったが、松本副大臣からも知事からも承っていません」とし、12日に蒲島知事が「初動は松本副大臣やスタッフとともに乗り切れたと思っている。メディアには違った形で流れたのではないか」とした。

### 公金還流問題
2016年4月29日、松本が代表を務める自民党東京都第7選挙区支部が、マンションの家賃として松本の妻に約10年間で計約2,000万円（6年間では計約1360万円）を支払っていたことが判明した。
東京都中野区本町の新中野駅前に位置するこのマンションは12階建てで、部屋はその6階にあり、広さは約70平方メートル。松本の妻が2006年10月に購入した。妻によれば、マンションは「母の遺産と私の貯金で購入」したという。その後、自民党支部が松本の妻と賃貸契約を結び、遅くとも2007年2月には既に事務所として使用していた。
当初の家賃は月18万円で、2010年からは19万1800円となった。そして自民党支部が事務所の家賃として毎月19万1800円を松本の妻に振り込んでいた。妻は「他人に貸せばもっと多くの家賃収入になる」と話しており、家賃は相場よりも低いとの見解を示している。しかし、地元の不動産関係者によると、この部屋の家賃相場は16万円前後、管理費を含めても17万円前後であり、家賃は相場よりも高い。そのため、差額分については、税金が原資の政党交付金が親族に還流したとみられ、利益供与にあたる可能性がある。
松本の事務所は、あくまで「相場の家賃を支払」っているとしており、「法律上の問題はない」「法令に従い適正に処理し報告している」などとコメントしている。また、松本の秘書も「同じマンションの他の部屋に比べ、家賃が特別高かったり、安かったりするわけではない。適正な価格できちんと賃貸契約を結んでおり、問題ないと考えている」と説明した。
しかし他方で、松本の事務所は、「相場より高いのであれば、家賃の減額請求を検討したい」とも述べている。松本の秘書も、家賃が相場よりも約3万円高いことに関して、「相場が下がっているのであれば（賃料を見直す）検討の余地があるかもしれない」との見解を示した。また、松本の事務所は、親族への利益供与という誤解を招いたことから事務所の移転などを検討するとしている。しかし、2016年6月の時点では差額分の返金や家賃の見直しが実際に行われたとは報じられておらず、また事務所もまだ新中野駅前のマンションからは移転していない。
この問題に関して神戸学院大学の上脇博之教授は、「政党交付金を含む政治資金が結果的に松本氏の親族に還流していた格好となり、政治的、道義的に問題だ。政党交付金の原資は税金であるため、本来は政治資金を充てず、無償提供という寄付の形にすべきだ。家賃の支払総額がマンションの購入代金を上回ると、税金が親族のポケットマネーに入ることになる。家賃が相場より高いことも問題で、差額分は政治資金の寄付に当たる。結果的に、政治資金でマンションの購入費用を賄ったといわれても仕方がない」と述べている。
なお、松本が代表を務める支部が松本の妻が所有するマンションの1室を借り、事務所費として月18万円の賃料を妻に支出していたことについては、2010年の段階で既に報じられていた。このとき松本の事務所は、「公私をしっかり分けており、家賃も相場より少し安い程度」と説明していた。

### 政治資金問題（2017年）
2017年11月16日、松本が代表を務める自民党支部が国土交通省の補助金交付決定を受けて1年以内のタクシー会社と廃棄物収集運搬会社から、計28万円の献金を受け取っていたことが判明した。政治資金規正法は企業に補助金交付決定から1年間、政党への献金を禁止している。松本は政治資金規正法に抵触する恐れがあると認めた上で「2社が国から補助金を受けていたと知らなかった。既に返金手続きに入っている」と回答した。

### 「何人死んだんだ」ヤジ問題
2018年1月25日、衆議院代表質問で日本共産党の志位和夫委員長が、沖縄で起きた米軍ヘリの事故・不時着問題について保育園の保護者の不安の声を紹介し、普天間基地移設問題、辺野古新基地問題、沖縄からの海兵隊の撤退を求めたところで、松本が「それで何人死んだんだ」とヤジを飛ばした。その後の『しんぶん赤旗』による取材で「死者が出なければ良いという考えか」という質問には「そんなことは全然ない」と返答した。
松本のヤジは、来たる2月4日に投開票を迎える沖縄県名護市長選挙への影響を懸念した自民党中枢の逆鱗に触れ、安倍晋三首相(当時)ならびに菅義偉官房長官(当時)は瞬時に松本の更迭を決めた。そして1月26日に松本と面会した安倍首相は、「大変な時期なので緊張感を持って対応してもらわないと困る」と松本を厳しく注意し、事実上更迭した。松本は「沖縄県民ならびに国民の皆様に迷惑をかけた。おわびするしかない」と陳謝したものの、議員辞職は否定した。
松本のヤジに対しては多くの批判が寄せられた。立憲民主党の川内博史議員は、「（松本のヤジは）沖縄への暴言、冒瀆だ」とし、さらに「任命権者として県民に謝罪すべき」として松本を副大臣に任命した安倍首相の責任も問うた。これに対して安倍首相は「沖縄の皆さん、国民の皆様に対して深くおわび申し上げたい」「改めて深くおわびを申し上げたいと思う」と謝罪した。政府・与党内からも批判の声はあがった。自民党所属の江崎鉄磨沖縄北方担当相は、松本のヤジについて「沖縄県民は非常に強いいら立ちを覚えたと思う」と述べ、また同じく自民党所属の鈴木俊一五輪相は「内閣の方針とは相いれない発言。更迭に近い形で辞表を受理されたのはやむを得ない」との認識を示した。公明党の山口那津男代表は、「（松本のヤジは）極めて軽率で、許されない。責任感を改めて自覚してもらいたい」との考えを示した。自民党の國場幸之助議員は、「（松本のヤジは）大変遺憾だ。これまで沖縄では米軍による事件、事故で多くの人が犠牲になった。県民の心は深く傷つけられた」と述べ、松本のヤジを非難した。これに関しては安倍首相も「政治家は自らの発言に責任を持ち、有権者から信頼を得られるよう自ら襟を正すべきだ」として松本に反省を促した。
新聞各紙も社説などで批判を展開した。読売新聞は「（沖縄）県民感情を無視した重大な失言である」と酷評し、朝日新聞も「誤解の余地など寸分もない、政治家としての資質を欠く暴言だ。しかも、松本氏は沖縄担当の副大臣を務めたこともあるというのだから、あきれるほかはない」と松本を批判した。毎日新聞も「米軍事故の危険にさいなまれる住民を気遣うどころか、犠牲者が出なければ構わないと言わんばかりだ。失言で済まされる問題ではない」と批判した。東京新聞および中日新聞は「死者が出なければ部品落下や不時着が続いても構わないと受け取られかねない発言だ。内閣の一員である副大臣による国会内での発言として不適切極まりない」として松本のヤジを問題視し、西日本新聞は「耳を疑う発言だ」「人が死んでから動けばいいとでも考えているのか」と論じた。北海道新聞は「大惨事寸前の事故が相次ぐ中での暴言である。沖縄から『死人が出なければ政府は動かないのか』と、怒りの声があがるのも当然」として松本のヤジを批判した。
松本のヤジに対しては、沖縄県からも批判の声が相次いだ。翁長雄志沖縄県知事は「沖縄の問題を全く熟知していない」と松本を批判し、さらにヤジに関連して「（政府は）『県民に寄り添って判断したい』『米軍にしっかり申し伝えたい』と何十回も何百回も言っている。いいかげん、新しい言葉を出すくらいの勇気を持ってもらいたいと首相には言いたい」と述べて安倍政権も批判した。桃原優渡名喜村長も「（松本の発言は）とんでもないヤジだ。恐ろしいことを口にする。人の命を何だと思っているんだ」「攻撃ヘリがいきなり村のヘリポートに降りてきた。それを住民がどんな気持ちで眺めたか。『死』という例えが出てくる発想自体が、全く理解できない」と松本を非難した。また、宮城一郎沖縄県議は松本のヤジに関して「本土に米軍基地を引き取り、米軍機が上空を飛ぶ生活を体験してほしい」と語った。米軍ヘリの部品が見つかった宜野湾市の保育園の園長は「この1カ月半、たまたま死人が出ていないだけ。死人が出なければ政府は動かないのか。人権を守る政治家の資格がない」「沖縄の状況、沖縄の民に向き合わない政府に憤りを覚える」と憤った。前泊博盛沖縄国際大学教授は、「いつ何が落ちてくるかわからずにおびえている人たちがいるのに、『基地を抱えている人たちは犠牲になっても当たり前』という風に聞こえる。ひどすぎる発言だ。副大臣、国会議員というより、人間としてどうかが問われる。副大臣を辞めて済む問題ではない」と批判した。
沖縄の新聞各紙も批判を展開した。沖縄タイムスは「開いた口が塞（ふさ）がらない。まるで問題を起こした米軍よりも県民を責めるような口ぶりである。この程度のことで大騒ぎするなと言いたかったのか」「（松本の）ヤジは、無理解とか認識不足のレベルを超える。内閣の一員でありながら松本氏は、県民に大きな基地負担を負わせていることに対する反省もなく、逆に、傷口に塩を塗るような言葉を吐いたのである。辞任は当然だ」と酷評し、琉球新報も「（松本のヤジは）聞きようによっては、一連の米軍事故で死人は出ていないじゃないか、とも受け取れる。辞任して済む話ではない。松本氏は発言の真意を説明する責任がある」と論じた。

## 被害に遭った事件
- 2001年、東京都中野区本町4丁目のマンション2階にある松本の事務所に空き巣が入り、現金約34万円と商品券60万円相当、パソコン2台、腕時計が盗まれた[83]。松本の秘書が鍵を開けたまま事務所を出た後、事務所に戻ってきたところ、室内が物色されていたという[83]。

- 2006年、東京都中野区本町のマンション2階にある松本の事務所に空き巣が入り、現金約145万円と商品券などが盗まれた[84]。ベランダの窓ガラスが割られ、重さ約120kgの耐火金庫はバールのようなものでこじ開けられていたという[84]。

## 人物

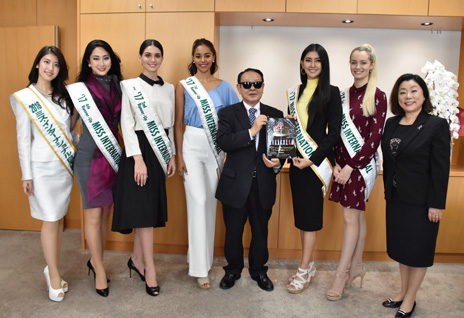
2017年11月22日、ミス・インターナショナル入賞者らと松本（目に手術痕があるため、サングラスを着用）

- 喫煙者であり、超党派の愛煙家国会議員からなる議員連盟「もくもく会」に所属している[86]。
- 2歳の時、実父が事業に失敗し、蒸発。母も小学校2年生の時に仕事を求めて上京したため、広島県甲山町に住む祖父母、叔父夫婦の下で育てられた。母を頼り、小学校卒業に伴って12歳で上京したが、貧困のため苦しい生活を強いられた[87][出典無効]。
- たまの息抜きは『三国志』を読むこと[88]。
- 2017年11月、サングラス姿で衆議院本会議に出席し、議場にどよめきが起きた。下眼瞼の出来物を除去するための手術後、眼の腫れや出血が起きたためであった。衆議院議院運営課によると、サングラスを掛けての本会議出席は衆議院規則上、禁止されていない[89]。その後の副大臣の公務の際にも着用した[85]。

## 略歴
- 1949年 - 広島県世羅郡東村にて誕生。
- 1961年 - 甲山町立東小学校卒業。
- 1964年 - 世田谷区立奥沢中学校卒業。
- 1967年 - 世田谷学園高等学校卒業。
- 1967年 - 石井桂秘書。
- 1968年 - 高橋一郎秘書。
- 1971年 - 明治大学政治経済学部第二部卒業。
- 1985年 - 東京都議会議員選挙当選（1期目）。
- 1989年 - 東京都議会議員選挙当選（2期目）。
- 1993年 - 東京都議会議員選挙当選（3期目）。
- 1997年 - 東京都議会議員選挙当選（4期目）。
- 2003年 - 第43回衆議院議員総選挙落選。
- 2005年 - 第44回衆議院議員総選挙当選（1期目）。
- 2009年 - 第45回衆議院議員総選挙落選。
- 2012年 - 第46回衆議院議員総選挙当選（2期目）。
- 2013年 - 総務大臣政務官（第2次安倍内閣）。
- 2013年 - 内閣府大臣政務官（第2次安倍内閣）。
- 2014年 - 第47回衆議院議員総選挙当選（3期目）。
- 2015年 - 自由民主党国会対策委員会副委員長。
- 2015年 - 内閣府副大臣（第3次安倍第1次改造内閣）。
- 2016年 - 自由民主党政務調査会内閣第2部会部会長。
- 2017年 - 内閣府副大臣（第3次安倍第3次改造内閣）。
- 2017年 - 第48回衆議院議員総選挙当選（4期目）。
- 2017年 - 内閣府副大臣（第4次安倍内閣）。
- 2021年 - 第49回衆議院議員総選挙落選。

## 所属団体・議員連盟
- 自民党たばこ議員連盟[90]
- 世界平和国会議員連合
- もくもく会[86]
- 日本会議国会議員懇談会[91]
- みんなで靖国神社に参拝する国会議員の会[91]
- 創生「日本」[91]
- 伝統と創造の会
- 日韓議員連盟
- 再チャレンジ支援議員連盟
- 電子式投開票システム研究会
- 障害者国際会議推進議員連盟
- 都市河川整備促進議員懇談会
- ガソリンスタンドを考える若手議員の会
- 酒販制度研究会
- 明日の私学を考える会
- 日本文化再生議員連盟
- 介護労働問題議員連盟
- 幼児教育議員連盟
- 都市農業研究会
- 地震対策議員連盟
- 火山議員連盟
- 「いのちの道」議員連盟
- 電柱の林を並木道にかえる議員連盟